# کلاغ پر
کلاغ پر یکی از بازی‌های سنتی کودکان است.

## نحوه بازی
یک بزرگ‌تر که نقش اوستا را به عهده می‌گیرد، بچه‌های زیر پنج سال را دور خود جمع می‌کند. بعد انگشت نشانه خود را روی زمین می‌گذارد. بچه‌ها هم مثل او انگشت نشانه خود را روی زمین می‌گذارند. آن وقت اوستا همزمان با بلند کردن انگشت خود می‌گوید «کلاغ پر». بچه‌ها هم انگشتان خود را بلند می‌کنند و با هم می‌گویند «کلاغ پر». بازی همین‌طور ادامه پیدا می‌کند و هر بار اوستا نام پرنده‌ای را می‌برد. اما بعضی وقت‌ها هم برای اینکه حواس و دقت بچه‌ها را امتحان کند، شیء یا حیوانی را که پرنده نیست، نام می‌برد، مثلاً می‌گوید «میز پر». اگر بچه‌ها حواسشان جمع باشد با هم می‌گویند «میز که پر ندارد»، ولی آن عده از بچه‌ها که متوجه نشدند و دست خود را بلند کردند، بازنده می‌شوند و از بازی بیرون می‌روند. اوستا بازی را با بقیه ادامه می‌دهد تا یک نفر برنده شود.